# Penyal des Migdia
El Mitx Día (en mallorquín Penyal des Migdia) es un pico montañoso de la isla de Mallorca, España, adyacente al Puig Mayor de Son Torrella, que alcanza 1401 metros de altura en su punto más elevado y pertenece al término municipal de Fornaluch.

## Descripción
Erróneamente, en algunas localidades de la isla como Fornaluch o Sóller, mucha gente lo considera como el Puig Mayor (montaña más elevada de Mallorca), aunque en realidad el Penyal des Migdia tapa por completo la visión de la cima del Puig Mayor (situado inmediatamente detrás) desde ambas localidades.
Esta montaña ocupa la segunda posición en cuanto a altitud del archipiélago balear, a pesar de que determinadas publicaciones erróneamente consideran como segunda cima de la isla al Puig Mayor de Massanella.
Su cara suroeste mira hacia el valle de Sóller, con un precipicio de más de 500 metros de caída libre, que frecuentemente es utilizado como zona de escalada, motivo por el cual en más de una ocasión se ha registrado algún accidente en la zona por parte de excursionistas.
El tramo que enlaza el Penyal des Migdia con el Puig Mayor constituye una crestería de escasa anchura. 
Se destaca principalmente la carencia casi absoluta de vegetación arbórea, aunque constituye un área muy rica en especies de vegetación endémica baleárica en donde -tanto por cobertura como por composición específica- predominan los taxones endémicos baleáricos y tirrénicos.
Desde el punto de vista geomorfológico es remarcable el desarrollo de formaciones de nivokarst en la superficie, constituida por calizas masivas de edad liásica. Debido a la altura de este pico, en invierno se dan condiciones climáticas que permiten procesos de Gelifracción, que alimentan activos canchales calcáreos en la base de sus acantilados.
Climatológicamente, sus temperaturas son marcadamente inferiores a las que se registran en la parte llana de la isla de Mallorca y por este motivo durante los meses de noviembre a marzo se ve afectado por precipitaciones en forma de nieve, que cubren la zona durante períodos relativamente breves. La morfología de la cumbre, con su marcada crestería, no permite una acumulación de nieve considerable, tanto por la escasa superficie como también por la acción de los vientos, particularmente virulentos en la zona y favorecidos por la activa ciclogénesis mediterránea invernal.